# Scolopsis meridiana
Scolopsis meridiana là một loài cá biển thuộc chi Scolopsis trong họ Cá lượng. Loài cá này được mô tả lần đầu tiên vào năm 2018.

## Từ nguyên
Tính từ định danh meridiana trong tiếng Latinh nghĩa là "ở phương nam", hàm ý đề cập đến sự phân bố ở phía nam của loài này so với Scolopsis taenioptera, loài mà nó đã bị nhầm lẫn trước đây.

## Phân bố và môi trường sống
S. meridiana có phân bố ở bờ bắc Úc, từ vịnh Exmouth (Tây Úc) vòng qua đến đảo Palm (Queensland). Dữ liệu di truyền cho thấy loài này cũng xuất hiện ở tỉnh Tây Papua và Maluku (miền đông Indonesia).

## Mô tả
Chiều dài cơ thể lớn nhất được ghi nhận ở S. meridiana là 22,6 cm. So với S. taenioptera, S. meridiana có đến hai dải sọc lam trên mõm, thêm 18–20 vạch chéo màu tím bên dưới đường bên, và cuống đuôi lõm sâu hơn. Bên cạnh đó, S. meridiana cũng có lưng màu nâu hồng, hai bên thân ánh vàng với một đốm đỏ ở phần trên của gốc vây ngực.
Số gai vây lưng: 10; Số tia vây lưng: 9; Số gai vây hậu môn: 3; Số tia vây hậu môn: 7; Số gai vây bụng: 1; Số tia vây bụng: 5; Số tia vây ngực: 17–18.

## Sử dụng
Ở phía bắc rạn san hô Great Barrier, S. meridiana (được báo cáo là S. taenioptera) là một trong 4 loài chiếm 30-55% sản lượng đánh bắt ven bờ vào cuối thập niên 90. Loài này cũng được xem là sản lượng không mong muốn trong nghề đánh bắt tôm ở bờ bắc Úc.